# Casimir Grau Company
Casimir Grau Company (Reus, segle xix - XX) va ser un comerciant i polític català
Com el seu germà Joan Grau Company, participà activament en la vida cultural i econòmica de la ciutat de Reus. Va ser membre de la Cambra de Comerç i Indústria de Reus, impulsor i després vocal de la Companyia Reusenca de Tramvies que explotava la Línia Reus-Salou, president del Centre de Lectura del 1882 al 1885, on va reorganitzar les seves publicacions, sobretot la Revista del Centre de Lectura i alcalde de Reus en dues ocasions, el 1893 i el període 1895-1899. El 1884 va ser un dels signants del document de constitució de l'Associació Catalanista de Reus.